# Московский технический университет связи и информатики
Московский технический университет связи и информатики (сокр. МТУСИ) — российский отраслевой университет в области информационных технологий, телекоммуникаций, информационной безопасности.

## История
1918 — Издание Ленинского декрета о централизации радиотехнического дела Советской республики.
Февраль 1919 — В дополнение к существовавшей телеграфной школе в Москве создана радиошкола, в этом же году обе школы объединяются в одно учебное заведение.
1920 — На базе этих учебных заведений создаётся Электротехникум народной связи им. В. Н. Подбельского, в стенах которого, впервые готовятся радиоинженеры и инженеры телеграфно-телефонной связи.
9 февраля 1921 — Постановлением Главпрофобра и коллегии Народного Комиссариата почт и телеграфов от 31 января 1921 года был образован Московский электротехнический институт народной связи (МЭИНС) им. В. Н. Подбельского.
8 августа 1924 — В соответствии с декретом Совета Народных Комиссаров «Об изменении сети высших учебных заведений» произошло объединение МЭИНС с Московским высшим техническим училищем (МВТУ) им. Баумана, куда МЭИНС вошёл в состав электротехнического факультета, образовав отделение слабых токов.

Ноябрь 1930 — Практика показала, что при отсутствии специализированного вуза в системе связи подготовка кадров сопряжена с серьёзными трудностями и недостатками и, решением ноябрьского пленума ЦК ВКП(б), МЭИНС был восстановлен как самостоятельное высшее учебное заведение.
Весна 1931 г. — По решению Народного Комиссариата почт и телеграфов был выделен участок в Лефортове и разработан архитектурный проект. Начинается строительство новых зданий для МЭИНС, студенческого общежития и учебного корпуса, а затем небольших физического и машинного корпусов.
1933 — Объединение с Государственным электромашиностроительным институтом им. Каган-Шабшая (ГЭМИКШ).
1936 — Завершено строительство учебного корпуса, центральная часть была сдана в эксплуатацию. В институте была открыта аспирантура, в которую при первом наборе были приняты 11 выпускников дневного и вечернего отделений.
19 июля 1938 — Слияние МЭИНС и Инженерно-технической академии связи (ИТАС) им. В. Н. Подбельского. Создание на их базе Московского института инженеров связи (МИИС).
22 июня 1941 — на военном факультете при ВУЗе обучалось 300 студентов, с началом Великой Отечественной войны, студенты старших курсов и преподаватели убывают на фронт, из них формируются отряды, которые занимаются восстановлением разрушенных линий связи и строительством новых линий.
Октябрь 1941 — МИИС эвакуируется в город Ташкент, туда же переводят и Одесский институт связи — оба эти института объединяются.
Октябрь 1943 — Институт возвращается в Москву и силами коллектива восстанавливаются лаборатории, оборудуются кабинеты и аудитории. С этого времени идёт его непрерывный рост и совершенствование методов обучения. Институт становится крупным высшим учебным заведением, занимающим ведущее место среди высших учебных заведений связи страны.
1945 — Отделение заочного факультета, преобразованного во Всесоюзный заочный институт инженеров связи (ВЗИИС), а позднее — во Всесоюзный заочный электротехнический институт связи (ВЗЭИС).
1946 — МИИС был переименован в Московский электротехнический институт связи (МЭИС).
Сентябрь 1967 — основан Учебно-консультационный пункт ВЗЭИС, который в 1974 году был преобразован в Северо-Кавказский филиал МТУСИ (СКФ МТУСИ), а в 1993 году в нём было открыто дневное отделение.
1971 — Институт награждён первым (из двух) орденом Трудового Красного Знамени за большие заслуги в подготовке специалистов связи и успехи в научно-исследовательской работе.
3 декабря 1988 — На базе трёх институтов: МЭИС, Всесоюзного заочного электротехнического института связи (ВЗЭИС) и Института повышения квалификации руководящих работников и специалистов (ИПК, образован в 1979 году) образован Московский институт связи (МИС).
20 августа 1991 — МИС передан в ведение Министерства связи Российской Федерации.
18 января 1992 — Распоряжением Правительства Российской Федерации МИС получил статус технического университета и был преобразован в Московский технический университет связи и информатики (МТУСИ).
Сентябрь 2007 — Университет был принят в члены одного из важнейших подразделений Международного союза электросвязи (МСЭ) — Сектора развития электросвязи (МСЭ-Д).
28 ноября 2008 — после 20-летнего молчания в радиоэфир снова вышла коллективная радиостанция МТУСИ с позывным RK3AWH на 40-метровой длине волны. В настоящее время (2012) станция вещает на 40 и 80 метрах, а также в СВ диапазоне, с позывным RU3C. На крыше лабораторного корпуса было смонтировано несколько антенн. Основная — вращающаяся многодиапазонная направленная антенна Yagi. Также установлена профессиональная связная антенна — диполь Надененко.

## Названия
- 1921—1924, 1930—1931 — Московский электротехнический институт народной связи (МЭИНС) им. В. Н. Подбельского;
- 1924—1930 — отделение слабых токов электротехнического факультета в составе МВТУ имени Н. Э. Баумана;
- 1931—1938 — Московский учебный комбинат связи (МУКС);
- 1938—1946 — Московский институт инженеров связи (МИИС);
- 1946—1988 — Московский электротехнический институт связи (МЭИС);
- 1988—1992 — Московский институт связи (МИС);
- с 1992 — Московский технический университет связи и информатики (МТУСИ)[6].

## Международные связи
МТУСИ является членом Европейского общества по инженерному образованию (SEFI), активно принимает участие в европейских конференциях и семинарах по проблемам высшей школы, проводимых SEFI (Чехия, Нидерланды и др.). Университет — член Ассоциации делового сотрудничества международных отделов высших учебных заведений стран Центральной и Восточной Европы (АМО), член Совета по работе с иностранными выпускниками российских учебных заведений, во многих странах существуют Ассоциации выпускников МТУСИ. В МТУСИ также функционируют учебные лаборатории компаний NEC (Япония), Motorola (США), Cisco Systems (США) и др.

## Состав
В составе МТУСИ факультеты:
- Факультет «Информационные технологии»;
- Факультет «Радио и телевидение»;
- Факультет «Сети и системы связи»;
- Факультет «Кибернетика и информационная безопасность»;
- Факультет «Цифровая экономика и массовые коммуникации»;
- «Центр заочного обучения по программа бакалавриата»;
- «Центр заочного обучения по программам магистратуры»;
- «Центр индивидуального обучения»;
- Факультет повышения квалификации и переподготовки (преподавателей и специалистов);

а также:
- Институт повышения квалификации;
- Учебно-научный полигон новой техники;
- Научно-исследовательская часть;
- Научно-техническая библиотека;
- Учебный вычислительный центр;
- Центр довузовской подготовки;
- Центр дистанционного обучения;
- Культурно-просветительский центр;
- Деканат по обучению иностранных учащихся;
- Отдел последипломного образования;
- Опытное производство и типография;
- Учебно-методическое объединение по образованию в области связи.

В качестве самостоятельных структурных подразделений выступают:
- Северо-Кавказский филиал в городе Ростове-на-Дону;
- Волго-Вятский филиал в Нижнем Новгороде;
- Колледж связи в Москве.

## Учебные центры
| - Учебный центр Алкатель (Alcatel-Lucent) - Учебный центр Хуавэй (Huawei Technologies) - Академия СКС Nexans (Nexans Cabling Solutions) | - Эрикссон тренинг центр (Ericsson) - Италтел тренинг центр (Italtel) - НИУКЦ Метролог |

## Филиалы
Северо-Кавказский филиал
Подготовка специалистов связи с высшим образованием впервые началась в городе Ростове-на-Дону в 1967 году с создания учебно-консультационного пункта Всесоюзного заочного электротехнического института связи (ВЗЭИС). С этого года нынешний Северо-Кавказский филиал Московского технического университета связи и информатики (СКФ МТУСИ) ведёт свою историю. В настоящее время филиал стал единственным специализированным вузом на Юге России, ведущим только подготовку связистов. За последние 15 лет в составе МТУСИ филиал трижды успешно прошёл лицензирование, аттестационную экспертизу, а в 2006 году, совместно с головным университетом, аккредитован, получив право выдачи дипломов государственного образца.
Университет расположен в историческом центре города Ростова-на-Дону, неподалёку от кафедрального собора, и занимает старинное четырёхэтажное здание, являющееся памятником архитектуры XIX века.
Волго-Вятский филиал
Волго-Вятский филиал Государственного образовательного учреждения высшего профессионального образования Московского технического университета связи и информатики (ВВФ МТУСИ) в Нижнем Новгороде создан в 1999 году приказом Государственного Комитета Российской Федерации по телекоммуникациям на базе Учебно-консультационного пункта Московского технического университета связи и информатики.

## Директора и ректоры
В 1930-х годах должность руководителя института занимал директор.
- А. С. Бутягин: с февраля 1921 по август 1924;
- А. С. Бойченко;
- И. Я. Жеромский;
- П. К. Акульшин;
- В. А. Надеждин: с апреля 1942 по 1970;
- И. Е. Ефимов: с 1970 по 1987;
- В. В. Шахгильдян: с 1987 по 2004;
- А. С. Аджемов: с 2004 по 2016;
- С. Д. Ерохин: с 2016 по н.в.;

## Известные выпускники
- См. Категория:Выпускники МЭИС